# تابع عضویت
تابع عضویت یک مجموعه فازی، تعمیم یافته تابع مشخصه در مجموعه‌های کلاسیک است. در منطق فازی این تابع نشان دهندۀ درجۀ حقیقت به عنوان بسطی از ارزیابی است. درجۀ حقیقت معمولاً با احتمالات اشتباه گرفته می‌شود گرچه این‌ها دو مفهوم جداگانه هستند زیرا حقیقت فازی نشان دهندۀ عضویت در مجموعه‌هایی است که به‌طور مبهم تعریف شده اند و نه احتمال رخداد یا شرایطی خاص. تابع عضویت در اولین مقاله مجموعه‌های فازی توسط لطفی زاده معرفی گردید.

## تعریف
برای هر مجموعه {\displaystyle X}، تابع عضویت مجموعه {\displaystyle X} تابعی است از {\displaystyle X} نسبت به بازه {\displaystyle [0,1]}.

توابع عضویت {\displaystyle X} بیانگر زیرمجموعه فازی {\displaystyle X} است. تابع عضویت مجموعه فازی {\displaystyle {\tilde {A}}} معمولاً به صورت {\displaystyle \mu _{A}} نمایش داده می‌شود. برای هر عنصر {\displaystyle x} از {\displaystyle X}، مقدار {\displaystyle \mu _{A}(x)} درجه عضویت {\displaystyle x} در مجموعه فازی {\displaystyle {\tilde {A}}} نامیده می‌شود. درجه عضویت {\displaystyle \mu _{A}(x)} بیانگر میزان عضویت عنصر {\displaystyle x} به مجموعه فازی {\displaystyle {\tilde {A}}} است. اگر درجه عضویت یک عنصر از مجموعه برابر با صفر باشد، آن عضو کاملاً از مجموعه خارج است و اگر درجه عضویت یک عضو برابر با یک باشد، آن عضو کاملاً در مجموعه قرار دارد. حال اگر درجه عضویت یک عضو مابین صفر و یک باشد، این عدد بیانگر درجه عضویت تدریجی می‌باشد.
تابع عضویت یک مجموعه فازی

## فرم‌های توابع عضویت
درحالت نمایش دوبعدی، در محور افقی ارزش‌های پشتیبان (عضو مربوطه) و در محور عمودی ارزش‌های حاصل از تابع عضویت نمایش داده می‌شوند.
به‌طور کلی انواع توابع عضویت به صورت زیر تقسیم بندی می‌گردند:
- انواع نقطه‌ای
- انواع خطی (شکل کلی آن برگرفته از اشکال چندضلعی هندسی است)
- تابع عضویت چندضلعی منقطع
- تابع عضویت ذوزنقه‌ای
- تابع عضویت مستطیلی
- تابع عضویت مثلث
- تابع عضویت L شکل
- تابع عضویت S شکل
- انواع غیر خطی (شکل کلی آن برگرفته از اشکال زنگوله‌ای است)
- تابع عضویت گاوس
- تابع عضویت پی (چپ یا راست)
- تابع عضویت L شکل
- تابع عضویت S شکل